# 库卡罗蒙费拉托
库卡罗蒙费拉托（義大利語：Cuccaro Monferrato），曾是意大利亚历山德里亚省的一个市镇。总面积5.35平方公里，人口354人，人口密度66.2人/平方公里（2009年）。ISTAT代码为006064。
2019年1月1日，库卡罗蒙费拉托与卢镇合并为新的卢镇和库卡罗蒙费拉托市镇。